# Kuoppajärvi (Gällivare socken, Lappland)
Kuoppajärvi är en sjö i Gällivare kommun i Lappland och ingår i Kalixälvens huvudavrinningsområde. Sjön har en area på 0,103 kvadratkilometer och ligger 402,8 meter över havet.

## Delavrinningsområde
Kuoppajärvi ingår i det delavrinningsområde (749071-171656) som SMHI kallar för Utloppet av Kaalatsamajärvi. Medelhöjden är 410 meter över havet och ytan är 0,98 kvadratkilometer. Det finns inga avrinningsområden uppströms utan avrinningsområdet är högsta punkten. Vattendraget som avvattnar avrinningsområdet har biflödesordning 3, vilket innebär att vattnet flödar genom totalt 3 vattendrag innan det når havet efter 290 kilometer. Avrinningsområdet består mestadels av skog (74 procent). Avrinningsområdet har 0,25 kvadratkilometer vattenytor vilket ger det en sjöprocent på 26 procent.